# 蔣嗣璟
蔣嗣璟（1774年—1843年），原名恆均，字希宋，號秋汀、又号楚生，晚號鷗侶，江蘇蘇州府吳縣人，清朝政治人物。

## 生平
蔣嗣璟為蘇州婁關蔣氏家族蔣燦裔孫。曾祖蔣文瀾，祖父蔣曰杞，父蔣曾炘，嫡母為雍正十一年（1733年）癸丑科進士章佑昌女（1740-1821），母李氏（1750-1818）。蔣嗣璟為吳縣監生，嘉慶十四年（1809年）任雲南馬龍州知州，兼署南寧縣知縣，在馬龍州知州任內曾繼修知州署，十五年（1810年）兼任霑益州知州，護理曲靖府知府，十八年（1813年）署鎮雄州知州，二十三年（1818年）丁生母憂，道光元年（1821年）丁嫡母憂。服闋，五年（1825年）任路南州知州，誥授奉直大夫，二十三年（1843年）春卒。

## 家庭
夫人為乾隆十九年甲戌科進士王士棻女；繼妻為安徽亳州劉紫綸女；側室李氏。有三子：蔣兆蕡、蔣兆蓁及蔣兆芬。